# دی‌پی‌ام‌او
نقص در یک میلیون فرصت (به انگلیسی: Defect Per Million Opportunities)، در تلاش برای بهبود فرایند تولید، (NPMO (Nonconformities per million opportunities یعنی عدم موافقت در تأیید محصول (تعداد قطعات Reject شده) در یک میلیون تولید، معیاری است برای اندازه‌گیری کارایی یک فرایند که به صورت زیر تعریف می‌شود:
{\displaystyle DPMO={\frac {1,000,000\times {\mbox{number of defects}}}{{\mbox{number of units}}\times {\mbox{number of Defects opportunities per unit}}}}}
(۱۰۰۰۰۰۰۰*ناقص تولید تعداد)/(کاری واحدهای تعداد*واحد هر در تولید تعداد)
یک نقص به معنی رد شدن یک کالا به خاطر تفاوت مشخصات کیفی آن (نظیر استحکام، ابعاد، زمان پاسخ) نسبت به مشخصات ویژهٔ در طراحی آن است. دی‌پی‌ام‌او به صورت فرصت خطا در یک میلیون واحد است. به‌طور خلاصه می‌توان گفت که فرایندهایی قابل و مناسب (نظیر کیفیت شش سیگما) آن‌هایی‌اند که فقط تعداد انگشت شماری خرابی در یک میلیون واحد تولید شده یا سرویس ارائه شده دارند.
دی‌پی‌ام‌او با تعداد نقصی گزارش شده یا PPM(Part Per Million) تفاوت دارد که آن احتمالی را که یک واحد طی بازرسی چندین نقص از یک نوع یا چند نوع متفاوت از نقایص را داشته باشد مشخص می‌کند. تعیین تعداد موقعیت برای به وجود آمدن نقایص (و همچنین چگونگی شمارش و طبقه‌بندی آن‌ها) خود دشوار است، ولی به‌طور کلی موسسات موارد زیر را به هنگام تعریف تعداد موقعیت‌ها برای تولید نقایص در هر واحد، در نظر می‌گیرند.
- اطلاعات در مورد فرایند در حال مطالعه
- استانداردهای صنعتی
- هنگام مطالعهٔ چند نوع از نقایص، اطلاع از اهمیت نسبی هر کدام از نقایص و هر خطا در جلب رضایت مشتری
- زمان، تلاش و هزینه برای شمارش و طبقه‌بندی نقایص در خروجی فرایند
- دیگر اندازه‌گیری‌های کارایی فرایند شامل:
- اندیس‌های قابلیت فرایند نظیر C_pk.
- حد تلرانس طبیعی یا مرتبهٔ سیگما
- نقایص PPM.
- اندیس‌های کارایی فرایند نظیر P_pk.
- هزینه‌های کیفیت یا هزینهٔ بد بودن کیفیت کالا. (COPQ).